# Amantissima Providentia
Amantissima Providentia (łac. Godna miłości Opatrzność) – list apostolski papieża Jana Pawła II ogłoszony 29 kwietnia 1980 z okazji sześćsetnej rocznicy śmierci św. Katarzyny ze Sieny.
List składa się ze wstępu, dwóch rozdziałów i zakończenia. W pierwszej części Jan Paweł II przedstawił biografię świętej, uwypuklając jej działania dla dobra Kościoła. Święta starała się nakłonić papieża Grzegorz XI, by mianował sprawiedliwych biskupów, by przedsięwziął kolejną krucjatę i by przeniósł się z dworem z Awinionu do Rzymu (koniec tzw. niewoli awiniońskiej). W drugiej części autor przedstawił spuściznę literacką świętej. Będąc prawie całe życie analfabetką, dyktowała listy i dzieła, które są świadectwem bogatego życia wewnętrznego i przeżyć mistycznych. Św. Katarzyna ze Sieny była stygmatyczką. Ze względu na pisma i zawartą w nich doktrynę, papież Paweł VI ogłosił świętą 4 października 1970 doktorem Kościoła. W zakończeniu papież przypomniał patronaty świętej i udzielił błogosławieństwa.